# 마녀와 야수 (텔레비전 프로그램)
마녀와 야수는 매주 목요일 밤 8시 55분에 KBS 2TV로 방송된 텔레비전 프로그램으로, 영국 BBC의 섹시 비스트(Sexy Beasts) 포맷을 수입해 제작했다.

## 기획 의도
서로의 얼굴을 가린 채 운명의 이상형을 찾아 데이트 하는 텔레비전 프로그램이다.

## 방송 시간
2014년 12월 25일에 파일럿으로 방송되었고, 2015년 2월 26일부터 정규편성되었다.
| 방송 채널 | 방송 기간                         | 방송 시간                         |
| --------- | --------------------------------- | --------------------------------- |
| KBS 2TV   | 2014년 12월 25일                  | 목요일 밤 8:50 ~ 9:55 (65분)      |
| KBS 2TV   | 2015년 2월 26일 ~ 2015년 4월 30일 | 매주 목요일 밤 8:55 ~ 9:55 (60분) |

## 진행자
- 조우종 : 2015년 4월 16일 ~ 2015년 4월 30일

## 시청률
- AGB 닐슨 미디어리서치

| 회차   | 방송 일자        | 전국 시청률(증감치) |
| ------ | ---------------- | ------------------- |
| 파일럿 | 2014년 12월 25일 | 4.3%                |
| 1회    | 2015년 2월 26일  | 2.7%(-1.6)          |
| 2회    | 2015년 3월 5일   | 2.3%(-0.4)          |
| 3회    | 2015년 3월 12일  | 2.4%(+0.1)          |
| 4회    | 2015년 3월 19일  | 2.3%(-0.4)          |
| 5회    | 2015년 3월 26일  | 2.6%(+0.3)          |
| 6회    | 2015년 4월 2일   | 2.1%(-0.5)          |
| 7회    | 2015년 4월 9일   | 1.8%(-0.3)          |
| 8회    | 2015년 4월 16일  | 2%(+0.2)            |
| 9회    | 2015년 4월 23일  | 1.9%(-0.1)          |
| 10회   | 2015년 4월 30일  | 2.2%(+0.3)          |

## 같이 보기
- 짝